# Едуар Рош
Едуар Албер Рош (на френски: Édouard Albert Roche) е френски астроном и математик, който е най-известен с работата си в областта на небесната механика. Автор е и на трудове по метеорология.

## Биография
Рош е роден в Монпелие. Учи в университета Монпелие, откъдето през 1844 г. получава докторска степен. По-късно става професор пак там, работейки във факултета по науки от 1849 г. Рош провежда математическо изследване върху небуларната хипотеза на Лаплас и представя резултатите си в поредица от трудове пред Академията на Монпелие от назначаването си в университета до 1877 г. Най-важните му проучвания касаят кометите (1860 г.) и самата небуларна хипотеза (1873 г.). От 1873 г. е член-кореспондент на Френската академия на науките. Изследванията на Рош засягат влиянието на силните гравитационни полета върху многобройните малки частици. Всички трудове на Рош са написани на Френски език.
Рош става особено известен с теорията си, че пръстените на Сатурн са образувани, когато голям спътник се приближава достатъчно до Сатурн, че да бъде разкъсан от гравитационните сили на планетата. Той описва метод за изчисляване на разстоянието, при което обект, поддържан само от гравитацията, би се разпаднал вследствие приливните сили. Това разстояние по-късно е наречено граница на Рош.
Други негови известни трудове касаят орбиталната механика. Сферата на Рош (също сфера на Хил) описва границите, при които даден обект в орбита около други два обекта би бил присвоен от единия или другия, докато повърхността на Рош прави приближение на гравитационната сфера на даден астрономически обект в присъствието на смущения от друго по-масивно тяло, около което се върти в орбита.
Едуар Рош умира на 18 април 1883 г. от пневмония. От 1970 г. неговото име носи кратер на обратната страна на Луната.